# Катастрофа C-130 в Медане
Катастрофа C-130 в Медане — авиационная катастрофа, произошедшая во вторник 30 июня 2015 года в Индонезии. Самолёт Lockheed C-130 Hercules индонезийской армии разбился сразу после взлёта с авиабазы Сувондо близ города Медан в провинции Северная Суматра. На борту находился 121 человек: 12 членов экипажа и 109 пассажиров (в основном военные и их семьи). Из находившихся на борту самолёта никто не выжил. Также погибло 22 человека на земле.
По числу погибших эта катастрофа занимает девятое место в истории самолётов C-130, в том числе первое на территории Индонезии, и четвёртое место в истории индонезийской авиации (после катастроф A300 под Меданом, A320 в Яванском море и Boeing 737 в Медане).

## Пассажиры и экипаж
Самолёт перевозил военный персонал и их семьи для смены дежурства. Такие полеты обычны в Индонезии, и это стандартно, чтобы семьи перевозились вместе в военных самолетах.

## Катастрофа
Lockheed C-130 Hercules вылетел из Маланга и совершил промежуточные остановки в Джакарте и Пеканбару перед посадкой в Медане. Промежуточные остановки также запланированы в Танджунг-Пинанге, Бунгуране и Понтианаке перед возвращением в Маланг.
В 12:08 WIB C-130 взлетел с полосы 23 авиабазы Сувондо индонезийских ВВС и направился в город Танджунг-Пинанг в провинции Острова Риау. Вскоре пилот запросил возвращение на базу. Через 2 минуты после взлёта самолёт упал на жилой квартал в 5 км от взлётно-посадочной полосы.
По заявлениям очевидцев и индонезийских СМИ после последней связи пилота с диспетчерской вышкой самолёт неожиданно развернуло вправо, затем он зацепил антенну приёмопередающей станции и врезался в здание отеля. Перед столкновением с землёй «самолёт громко ревел» и «взорвался в воздухе».
C-130 упал в густонаселённом жилом районе в Медане, третьем по количеству жителей городе Индонезии с двухмиллионным населением.

### Пункт вылета
Самолёт вылетел из авиабазы Сувондо, на территории которой раньше находился международный аэропорт Полония, основной аэропорт Медана. В 2013 году построен новый Международный аэропорт Куаланаму и старый аэропорт закрыт, в частности, из-за его близости к городской черте (2 км от центра города). Позже он стал использоваться как военный аэродром и штаб-квартира Western Surveillance Wing.
Из этого аэропорта вылетел рейс 91 Mandala Airlines, который разбился в жилом квартале в Медане через несколько минут после взлёта, в результате чего погибли 149 человек.

## Расследование
По данным Индонезийского поискового и спасательного агентства обнаружено 135 тел, большинство из них найдены неповреждёнными. 6 частей тел обнаружено на месте крушения. Из-за того что на самолёте не установлены «чёрные ящики», индонезийский Национальный комитет по безопасности на транспорте может опираться в расследовании только на исследование обломков самолёта, показания очевидцев и историю полёта. К 1 июля все боеприпасы и двигатели самолёта успешно извлечены и увезены в Джакарту для расследования.